# Hirakata
Hirakata (枚方市 Hirakata-shi?) es una ciudad localizada al noreste de la prefectura de Osaka, Japón; cerca de las prefecturas de Nara y Kioto. Tiene un área de 65,08 km² y una población de 409.068 habitantes (2006).
La ciudad fue fundada el 1 de agosto de 1947 y el 1 de abril de 2001, fue ascendida a ciudad especial.
Es popular por su museo de exhibición de muñecas de crisantemo (flor simbólica de la ciudad), el Parque Hirakata y por ser sede de la Universidad Kansai Gaidai.

## Ciudades hermanadas
- Shimanto, Prefectura de Kōchi, Japón - (Ciudad amiga, 1974)
- Betsukai, Hokkaidō, Japón - (Ciudad amiga, 1987)
- Takamatsu, Prefectura de Kagawa, Japón - (Ciudad amiga, 1987)
- Chang Ning, Shanghái, China - (Ciudad hermana, 1987)
- Logan City, Queensland, Australia - (Ciudad hermana, 1995)